# Cosworth

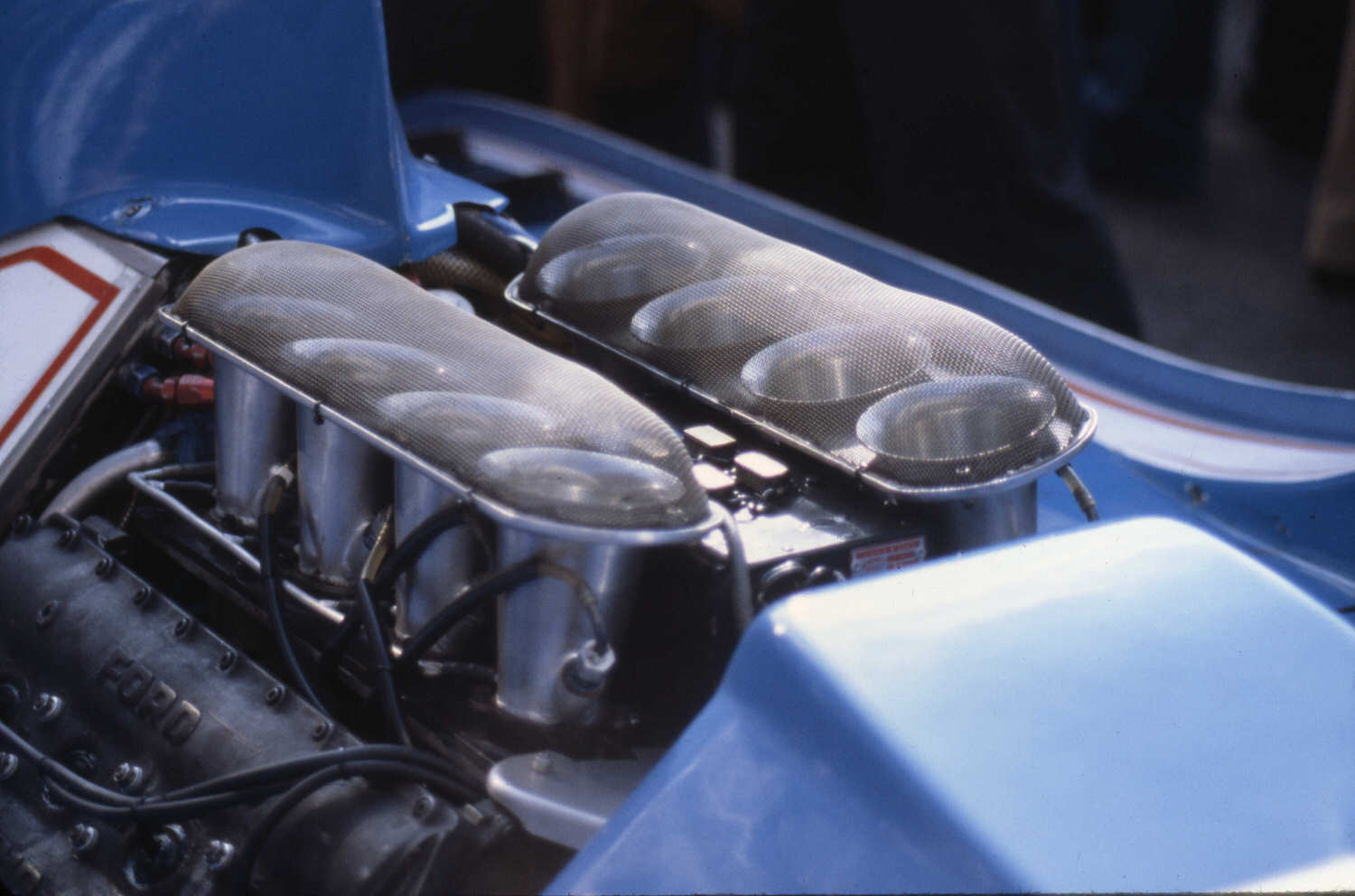
Un Ford Cosworth DFV en un Ligier JS11.

Cosworth es una compañía inglesa de ingeniería automotriz, fundada en Londres en 1958, especializada en la fabricación de motores para carreras automovilísticas. Tuvo una larga y exitosa historia en la Fórmula 1, participando desde 1963 hasta 2006 y desde 2010 hasta 2013, acumulando 176 victorias en Grandes premios. También ha proporcionado motores para muchas categorías del deporte motor, incluyendo CART y el Campeonato Mundial de Rally.

## Historia corporativa
La compañía fue fundada en un pequeño taller en Londres en 1958 por Mike Costin y Keith Duckworth, de cuyos apellidos procede el nombre (COStin y DuckWORTH), como un constructor británico de motores de competición. En 1964 se mudó a Northampton, Inglaterra, donde aún tiene su sede. En 1977 estableció en Norteamérica una segunda instalación con sede en Torrance, California. A pesar de ser una compañía independiente, fue apoyada muchos años por Ford y muchos de sus motores están etiquetados como Ford.
La compañía ha pasado por varios propietarios. United Engineering Industries (UEI) adquirió la compañía en 1980, luego UEI fue adquirida por Carlton Communications en 1988. Vickers compró Cosworth en 1990 y en 1998 la vendió al grupo Volkswagen. Volkswagen dividió a Cosworth en dos compañías: Cosworth Racing y Cosworth Technology.
Cosworth Technology (CT) ofreció consultoría en desarrollo de tren de transmisión y su patentado proceso de fundición de aluminio es usado por varios fabricantes, incluyendo Audi y Aston Martin. En diciembre de 2004 Mahle compró CT a Volkswagen y la renombró Mahle Powertrain.
En 2006 dos equipos de Fórmula 1 usaron motores Cosworth: el equipo Williams Racing utilizó motores Cosworth V8 y la Scuderia Toro Rosso usó un motor V10 limitado en revoluciones basado en la especificación de motores de 2005. El final de la temporada marcó un final temporal de la notable asociación de Cosworth con la Fórmula 1, ya que ningún equipo corrió con motores Cosworth en 2007.
Después de tres años sin suministrar motores a la Fórmula 1, en 2010 regresa a lo grande suministrando motores a Williams, Hispania Racing F1 Team y Virgin Racing.

## Motores

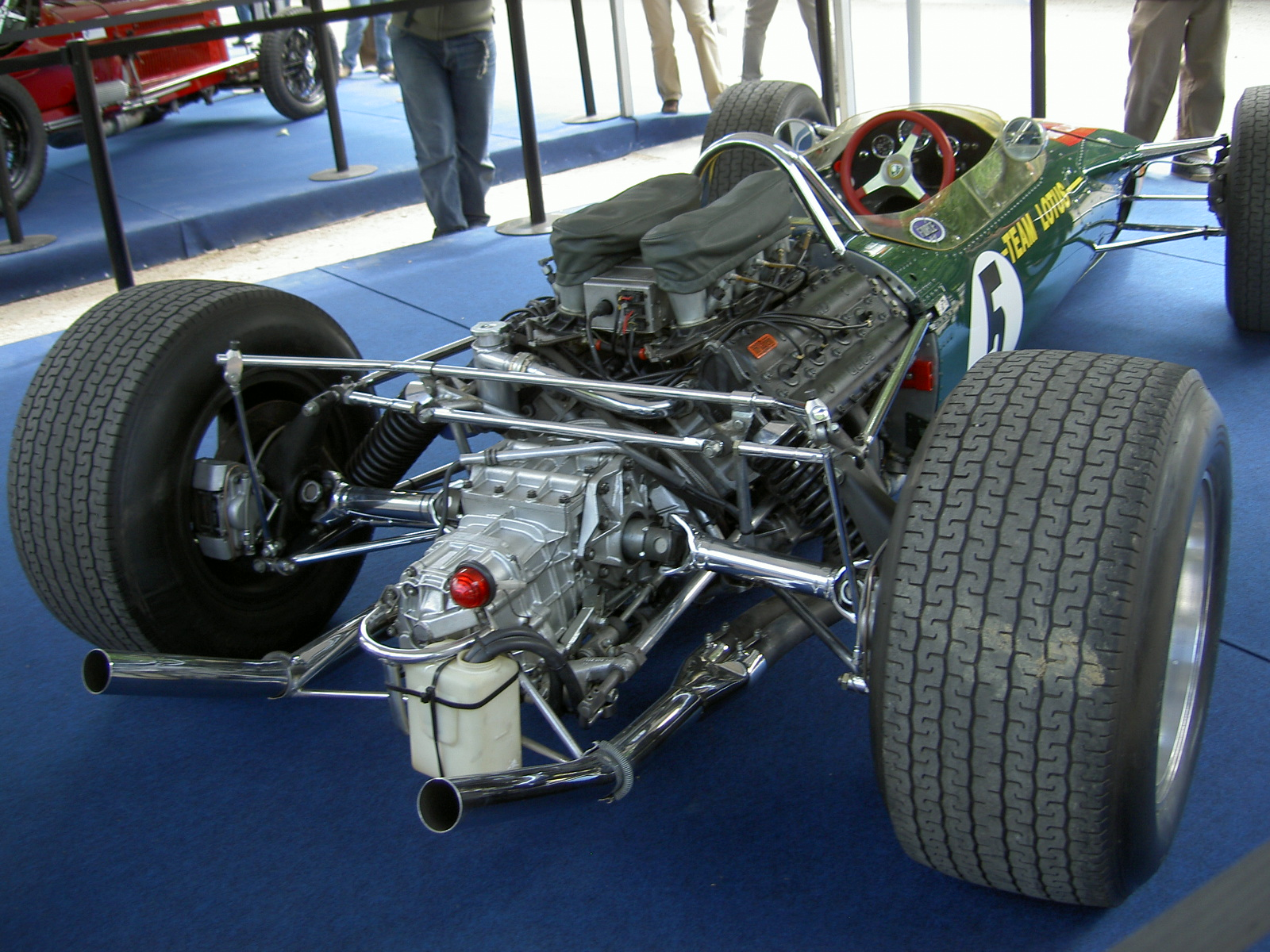
Lotus 49

### Asociación con Ford
Cosworth ha tenido una larga relación con Ford, que empezó cuando Cosworth empezó a construir motores de carreras en 1959. Estos eran versiones modificadas del motor Ford Kent de 1000 cc para Fórmula Junior. Cosworth inició su asociación con Lotus Cars modificando el Kent hasta 1340 cc para el Lotus 7. En 1963 desarrollaron unidades de 1.5 l y 1.6 l para Fórmula B y autos Sport de carreras, así como para impulsar el Lotus Cortina. La evolución final del Cosworth-Kent fue el MAE de 1965, cuando nuevas reglas entraron en vigor en Fórmula 3 permitiendo motores de 1000 cc. El dominio de este motor fue absoluto mientras duró la reglamentación de 1000 cc. Tan exitoso fue que Cosworth tuvo dificultades para surtir la demanda, por lo que el MAE fue principalmente vendido como kit.
Un año después fue presentado el SCA, un motor de 1000 cc basado en el bloque del Ford Cortina 116E que corría en Fórmula 2, que incluía el primer diseño de cabezas. También se había lanzado al mercado el potente Ford Sierra Cosworth que se comercializó en 1986 hasta el 1993. En el mismo año de la desaparición del Sierra de las cadenas de montaje apareció el Escort RS Cosworth y se mantuvo su fabricación hasta 1995, contaba con el mismo bloque de motor pero con alguna mejora en el turbocompresor (Garret). El Escort o Sierra Cosworth contaba con un motor de 2 litros sobrealimentado que rendía 220 CV aproximadamente dependiendo del modelo, esta potencia estaba limitada, llegando a 360 CV en coches preparados para rally y a la sorprendente cifra de los 500 CV en coches de circuito. Este propulsor fue revolucionario para la época, pues en el año 87, solo un año después de su aparición, marcó un claro avance ganando 8 de 11 carreras en el campeonato europeo de turismos con el recién llegado Ford Sierra Rs 500. Así como el potente Focus RS Cosworth que en 2003 sacó una versión de 300 CV.

### Motor FVA
El motor Cortina fue también la base para el FVA, un motor de Fórmula presentado en 1966, para la nueva reglamentación de 1.6 l. Este motor dominó la categoría hasta 1971.
A mediados de la década de 1970 diseñaron un motor más grande para carreras de resistencia, el FVC. Desplazando 1976 cc, se distinguió por tener cámaras y alternador controlados por engranajes insertados en la cabeza de los cilindros. El FVC producía solo 275 HP, por debajo de los 325 HP de otros cuatro cilindros doble cámara, como el Hart 420C, pero era más fiable. Uno corrió en 1978 en el serial CanAm en el Osprey SR-1, construido y conducido por Dan Hartill. También fue usado en carreras de autos Sport en configuración de 1.8 l.

### Motor DFV
En 1966 Colin Chapman (fundador de Lotus Cars y director del equipo Lotus de Fórmula 1) persuadió a Ford de financiar el diseño de Keith Duckworth para un nuevo motor de Fórmula 1 más ligero. Cosworth recibió la orden junto con las £100 000 que Ford consideró adecuadas para gastar con ese objetivo. El diseño usaba dos unidades FVA de cuatro cilindros en línea del 1.8 l usado en Fórmula 2, unidas para formar un motor V8 en ángulo de 90°, creando así la leyenda del DFV (por double four valve, doble cuatro válvulas). Aunque el DFV no producía tanta potencia como algunos motores V12 que algunos equipos usaban, era más ligero y tenía una mejor proporción potencia/peso. Además de ser más ligero, estaba construido para ser parte estructural del auto incluyendo brazos de sujeción de carga para tensar el bloque. Estos aspectos de diseño le encantaron a Colin Chapman que los utilizó extensivamente. Este motor y sus derivados fueron usados por un cuarto de siglo y fue el más exitoso en la historia de la Fórmula 1. Ganó 167 carreras a lo largo de más de 20 años y fue el producto que puso a Cosworth Engineering en el mapa.
El DFV ganó en su primera salida, en el Gran Premio de los Países Bajos de 1967, montado en un Lotus 49 en las manos de Jim Clark. Para 1968 estuvo disponible para que lo comprara cualquier equipo de Fórmula 1 que lo deseara. Durante la década de los setenta no era raro que casi todos los equipos (con la notable excepción de Ferrari) usaran uno de estos motores, en una época en la que cualquiera con dinero podía comprar exactamente el mismo motor que usaban equipos como McLaren. Muchos equipos apenas construían una tina alrededor de un motor Cosworth DFV y una caja de cambios Hewland. Ganó 155 carreras del Campeonato Mundial de Fórmula 1, la última en 1983 en el Gran Premio de Detroit, en un Tyrrell conducido por Michele Alboreto.
El DFY, introducido en 1982, fue una evolución del DFV con un recorrido de pistón recortado que producía mayor potencia, pero aun así no podía competir con los autos turbocargados de la época. La llegada a la Fórmula 1 de los motores turbocargados pareció dar el tiro de gracia al venerable DFV, por lo que en 1986 Cosworth regresó a las fórmulas menores preparando el DFV para la recién creada Fórmula 3000 con un limitador de revoluciones que redujo la potencia de 500 a 420 hp. El DFV permaneció en la categoría hasta 1992.
En 1987 se introdujo a la Fórmula 1 el DFZ se produjo como un modelo provisional con diseño basado en el DFV para la nueva reglamentación de 3.5 l normalmente aspirados. En 1988 Cosworth creó la evolución final del DFV: el DFR. Este modelo fue usado por muchos de los equipos de la Fórmula 1 hasta 1991, acumulando sus últimos puntos (incluyendo un par de segundos lugares con Jean Alesi) con Tyrrell en 1990.
Recientemente el DFV ha sido resucitado gracias al interés en carreras de clásicos de la Fórmula 1, la cual recibió de la FIA el nivel de campeonato mundial en 2004.

#### Variantes del DFV
A través de los años el DFV se dividió en muchos derivados. en 1968 Cosworth creó la primera derivación: una versión de 2.5 l, el DFW, para la Tasman Series.
Uno de los proyectos más exitosos y de mayor duración de Cosworth ha sido su programa de motores de CART. En 1975 Cosworth desarrolló el DFX reduciendo el DFV a 2.65 l y añadiendo un turbocargador. El DFX llegó a ser el motor estándar para correr IndyCar, finalizando el reinado del Offenhauser y manteniendo su posición hasta finales de la década de 1980. Ford financió a finales de los ochenta la creación de un nuevo modelo provisional, el DFS, que inyectaba la tecnología del DFR en el diseño del DFX, pero finalmente se volvió obsoleto.
Aunque fue diseñado para la Fórmula 1, el DFV también se usó en carreras de resistencia. Su diseño bajo producía vibraciones destructivas que forzaban a los dispositivos alrededor del motor, especialmente el sistema de escape. A pesar de esta desventaja, el DFV ganó dos veces las 24 Horas de Le Mans en su forma original de 3 l. Se desarrolló una versión especial para resistencia, el DFL, en dos capacidades: 3.3 l y 3.9 l. Mientras la versión original rápidamente fue reconocida por su confiabilidad, las versiones posteriores no fueron demasiado lejos y se recuerdan como un fracaso por su tendencia a fallar.

### Motor BDA
Cosworth incrementó su asociación con Ford en 1969 desarrollando un motor BDA DOHC con 16 válvulas y cuatro cilindros para carretera utilizado en el Escort. Por razones de homologación, trabajaron con el bloque Kent para crear un motor de 1601 cc. El árbol de levas fue sustituido por una correa dentada, de ahí el nombre Belt Drive A (transmisión dentada A). Participando en carreras de los grupos 2 y 4, tanto en rally como en turismos, este motor podía llegar hasta un máximo de 2.0 l.
En 1970, la evolución BDC recibió la inyección de gasolina por primera vez. Dos años después, la serie BDA se utilizaba en Fórmula 2, primero en formato 1.8 l, hasta llegar a un máximo de 1975 cc en 1973, bajo la forma BDG que también recibió un bloque de aluminio.
El bloque pudo ser reducido, empezando con el motor de Fórmula Atlantic de 1599 cc en 1970, seguido por las variantes de 1.1 l y 1.3 l para las carreras de la SCCA de club y de deportivos.
En la década de 1980 el motor vio su última evolución, el BDR 1.7 l, utilizado en la versión de carretera del Caterham Cars, y el BDT 1.8 l, que propulsó el Escort RS1700T que nunca corrió y el más competitivo Ford RS200, que se creó para Grupo B de rally. Brian Hart desarrolló una evolución del modelo con 2137 cc justo cuando el Grupo B fue cancelado por la FIA.

### Motor YB
La serie de motores YB se basó en el viejo bloque del motor Pinto y fue introducida en el auto Ford Sierra de 1986 con 204 bhp. Fue el primer motor para carrerera que alcanzaba más de 100 bhp por litro, con 5000 unidades construidas con el propósito de homologarlo para los autos de rally y turismo del Grupo A. Versiones de competición pueden alcanzar los 400 bhp. En 1987 presentaron un modelo evolucionado de edición limitada: el RS500, con una potencia que rebasa los 550 bhp en configuración de carreras. Modelos posteriores de motores YB para carretera rebasan los 750 bhp y hay varios autos Sierra de rally que utilizan motores YB modificados para entregar más de 900 bhp. Las últimas evoluciones del motor YB incluyen versiones para carretera con bajas emisiones. El motor dejó de usarse en modelos nuevos en 1997.

### Otros motores de Fórmula 1
A mediados de 1989 fue presentado el HB V8, reemplazo del DFR, con el equipo Benetton, ganando el Gran Premio de Japón de ese año. Como equipo de fábrica, Benetton mantuvo la exclusividad del modelo durante el resto de 1989 y durante 1990. En 1991 se suministraron unidades para equipos clientes, dos especificaciones atrás de la más reciente. En 1991 se suministraron al principiante Jordan, en 1992 se añadió a Lotus y en 1993 también se suministraron a McLaren, que ganó cinco Grandes Premios ese año. Con la introducción en 1994 del nuevo motor Cosworth, nombrado Ford Zetec-R, Michael Schumacher ganó el Campeonato Mundial de Pilotos de Fórmula 1 con Benetton. El último campeonato impulsado por Ford.
Cosworth también desarrolló un motor V10 a 72° para el equipo Sauber. Se rumoró que un constructor (Volvo era el candidato principal) utilizaría el motor en una versión carretera en autos de producción, aunque nunca sucedió.
Posteriormente Cosworth ha fabricado varios motores V10 para algunos equipos de Fórmula 1. El equipo Stewart Grand Prix uso motores Ford Cosworth CR-1 en su primera temporada en 1997. En los años siguientes Ford se involucró más en el equipo Stewart y finalmente lo compró, renombrándolo Jaguar Racing para 2000. Jaguar cesó en 2004 pero el equipo, ahora llamado Red Bull Racing, continuó usando motores Cosworth. Minardi también uso motores Cosworth hasta el 2005, a menudo renombradas.
Williams usó motores Cosworth V8 en la temporada 2006, empezando en noviembre de 2005 a probar el nuevo CA2006 2.4 l V8. En el 2006 la Scuderia Toro Rosso uso motores V10 restringidos, basados en la versión de 2005. Sin embargo, para 2007 la compañía no encontró clientes. Williams cambió a Toyota y Scuderia Toro Rosso a Ferrari.
El 12 de junio de 2009 la FIA hace pública la lista del Campeonato de 2010 en el que aparecen los nuevos equipos Team USF1, Hispania Racing F1 Team y Virgin Racing. La FIA ese mismo día reveló que las tres nuevas escuderías tendrían como proveedor de motores a Cosworth lo que confirma su regreso a la categoría reina en un periodo contractual de tres años, es decir, hasta 2013.
Por el momento, el último equipo de Fórmula 1 en usar motores Cosworth, fue el equipo Marussia F1 Team, en 2013.

### Otros motores

#### IndyCar y CART
Cosworth diseñó una serie de reemplazantes de DFS para ser usados en IndyCar y la CART: la serie-X, empezando en 1992 con el XB. El XF se desarrolló en el 2000 reemplazando al XD y convirtiéndose como el motor único para la CART World Series en el 2003. El derivado más reciente del XF, el XFE V8 de 2659 cc de 90° continuó su rol hasta terminar el 2007. La CART impuso un limitador de revoluciones a 12 000 rpm comparadas con las 15 000 de 2002. El modelo XFE del 2004, alcanzaba los 750 hp a 1054 mmHg y un máximo de 800 hp y 1130 mmHg (con el push to pass).
Ford en el 2007 quitó su nombre del motor y no continuó auspiciando a la serie. La Champ Car World Series (sucesora de la CART) se unió con la Indy Racing League antes de la temporada 2008 y Cosworth no provee ningún motor a alguna serie de monoplazas de Estados Unidos.
A mitad de 2003, Cosworth suministro el XG V8 de 3.5 litros renombrado como Chevrolet Gen 4 para la los equipos de la IRL IndyCar Series después que el propio Chevrolet Gen 3 fuera inadecuado contra los rivales Honda y Toyota. Mientras muchos equipos abandonaron el Chevrolet, algunos que se quedaron vieron una mejora significativa del nuevo "Chevworth" comparado con el anterior. El XG terminó segundo en su primera carrera en Míchigan, y Sam Hornish ganó tres carreras con en nuevo XG. El motor se redujo a 3.0 litros el 2004, y ganó una carrera más 2005 en la última temporada de Chervolet en la IRL.

## Chasis de Fórmula 1
En 1969 Cosworth hizo el intento de diseñar un automóvil de Fórmula 1 completo. El automóvil diseñado por Robin Herd usaba un sistema de tracción distinto de la Ferguson usada por todos los otros automóviles de Fórmula 1 en los sesenta, y era propulsado por una versión en magnesio del motor DFV. El plan era hacer debutar el automóvil en el Gran Premio de Gran Bretaña de 1969, pero fue silenciosamente cancelado cuando Herd abandonó el proyecto para formar March Engineering.

## Resumen de motores utilizados en Fórmula 1
| Temporada | Motor                                               | Equipos | Victorias | Notas |
| --------- | --------------------------------------------------- | --- | --------- | --- |
| 1967      | DFV V8                                              | Lotus | 4         | - Debut del DFV con victoria en el Gran Premio de los Países Bajos disputado en Zandvoort, de la mano de Jim Clark (Lotus) - Lotus segundo en el Campeonato Mundial de Constructores de Fórmula 1 |
| 1968      | DFV V8                                              | Lotus, McLaren, Matra | 11        | - Los coches con motores Cosworth ganaron todos los Grandes Premios menos uno esta temporada. - Graham Hill (Lotus) ganó el Campeonato Mundial de Pilotos de Fórmula 1, los puestos 2.º y 3.º también corrían con Cosworth. - Los tres equipos con motores Cosworth fueron 1.º (Lotus), 2.º y 3.º en el Campeonato Mundial de Constructores de Fórmula 1.             |
| 1969      | DFV V8                                              | Matra, Brabham, Lotus, McLaren | 11        | - Los coches con motores Cosworth ganaron todos los Grandes Premios esta temporada. - Jackie Stewart (Matra) con un MS80 ganó el Campeonato Mundial de Pilotos de Fórmula 1 - Matra ganó el Campeonato Mundial de Constructores de Fórmula 1. |
| 1970      | DFV V8                                              | Lotus, March, McLaren, Brabham, Surtees, Tyrrell, Bellasi, De Tomaso                                                                                             | 8         | - Jochen Rindt (Lotus) ganó póstumamente el Campeonato Mundial de Pilotos de Fórmula 1. |
| 1971      | DFV V8                                              | Tyrrell, March, Lotus, McLaren, Surtees, Brabham, Bellasi | 7         | - Jackie Stewart (Tyrrell) ganó el Campeonato Mundial de Pilotos de Fórmula 1 - Tyrrell ganó el Campeonato Mundial de Constructores de Fórmula 1 |
| 1972      | DFV V8                                              | McLaren, Lotus, Tyrrell, Surtees, March, Brabham, Williams, Connew                                                                                               | 10        | - Emerson Fittipaldi (Lotus) ganó Campeonato Mundial de Pilotos de Fórmula 1 - McLaren ganó el Campeonato Mundial de Constructores de Fórmula 1 |
| 1973      | DFV V8                                              | Lotus, Tyrrell, McLaren, Brabham, March, Shadow, Surtees, Iso Marlboro, Ensign                                                                                   | 15        | - Los coches con motores Cosworth ganaron todos los Grandes Premios esta temporada. - Jackie Stewart (Tyrrell) ganó el Campeonato Mundial de Pilotos de Fórmula 1 - Lotus ganó el Campeonato Mundial de Constructores de Fórmula 1 |
| 1974      | DFV V8                                              | McLaren, Tyrrell, Lotus, Brabham, Hesketh, Shadow, March, Williams, Surtees, Lola, Token, Trojan, Penske, Parnelli, Lyncar, Ensign, Amon, Maki                   | 12        | - Emerson Fittipaldi (McLaren) ganó el Campeonato Mundial de Pilotos de Fórmula 1 |
| 1975      | DFV V8                                              | McLaren, Brabham, Hesketh, Tyrrell, Shadow, March, Lotus, Williams, Parnelli, Hill, Penske, Ensign, Fittipaldi, Lyncar, Lola, Maki, Surtees                      | 8         | - Los equipos con motores Cosworth llenaron las plazas desde la segunda hasta la decimoséptima en el Campeonato Mundial de Constructores de Fórmula 1 |
| 1976      | DFV V8                                              | Tyrrell, McLaren, Lotus, Penske, March, Shadow, Surtees, Fittipaldi, Ensign, Parnelli, Wolf-Williams, Williams, Kojima Engineering, Hesketh, Maki, Brabham, Boro | 10        | - James Hunt (McLaren) ganó el Campeonato Mundial de Pilotos de Fórmula 1 |
| 1977      | DFV V8                                              | Lotus, McLaren, Wolf, Tyrrell, Shadow, Fittipaldi, Ensign, Surtees, Penske, Williams, Boro, LEC, McGuire, Kojima Engineering, Hesketh, March                     | 12        | |
| 1978      | DFV V8                                              | Lotus, Tyrrell, Wolf, Fittipaldi, McLaren, Arrows, Williams, Shadow, Surtees, Ensign, Martini, Hesketh, ATS, Theodore, Merzario                                  | 9         | - Mario Andretti (Lotus) ganó el Campeonato Mundial de Pilotos de Fórmula 1 - Lotus ganó el Campeonato Mundial de Constructores de Fórmula 1 |
| 1979      | DFV V8                                              | Williams, Ligier, Lotus, Tyrrell, McLaren, Arrows, Shadow, ATS, Fittipaldi, Kauhsen, Wolf, Brabham, Ensign, Rebaque, Merzario                                    | 8         | - Los equipos con motores Cosworth finalizaron en 2.ª, 3.ª y 4.ª posición en el Campeonato Mundial de Constructores de Fórmula 1 |
| 1980      | DFV V8                                              | Williams, Ligier, Brabham, Lotus, Tyrrell, McLaren, Arrows, Fittipaldi, Shadow, ATS, Osella, Ensign                                                              | 11        | - Alan Jones (Williams) ganó el Campeonato Mundial de Pilotos de Fórmula 1 - Williams ganó el Campeonato Mundial de Constructores de Fórmula 1 |
| 1981      | DFV V8                                              | Williams, Brabham, McLaren, Lotus, Tyrrell, Arrows, Ensign, Theodore, ATS, Fittipaldi, Osella, March                                                             | 8         | - Nelson Piquet (Brabham) ganó el Campeonato Mundial de Pilotos de Fórmula 1 - Williamsganó el Campeonato Mundial de Constructores de Fórmula 1 |
| 1982      | DFV V8                                              | McLaren, Williams, Lotus, Tyrrell, Brabham, Arrows, ATS, Osella, Fittipaldi, March, Theodore, Ensign                                                             | 8         | - Keke Rosberg (Williams) ganó el Campeonato Mundial de Pilotos de Fórmula 1 |
| 1983      | DFV V8 DFY V8                                       | Williams, McLaren, Tyrrell, Arrows, Lotus, Theodore, Osella, RAM, Ligier                                                                                         | 3         | - Michele Alboreto (Tyrrell) consiguió la última victoria de la serie DFV en Detroit |
| 1984      | DFV V8 DFY V8                                       | Arrows, Spirit, Tyrrell | 0         | |
| 1985      | DFV V8 DFY V8                                       | Tyrrell, Minardi | 0         | |
| 1986      | GBA V6T                                             | Haas Lola | 0         | - Primer motor Cosworth que utilizó Turbo en F1, y primer no-V8 |
| 1987      | GBA V6T (Benetton) DFZ V8                           | Benetton, Tyrrell, Larrousse, AGS, March, Coloni | 0         | - Benetton alcanzó más de 1000 CV con la especificación de cualificación turbo. |
| 1988      | DFR V8 (Benetton) DFZ V8                            | Benetton, Tyrrell, Rial, Minardi, Coloni, Larrousse, Dallara, AGS, EuroBrun                                                                                      | 0         | |
| 1989      | HB V8+ (Benetton) DFR V8                            | Benetton, Tyrrell, Arrows, Dallara, Minardi, Onyx, Ligier, Rial, AGS, Osella, Coloni                                                                             | 1         | - Alessandro Nannini (Benetton) consiguió la primera victoria de Cosworth con un motor no-DFV diseñado para el Circuito de Suzuka |
| 1990      | HB V8 (Benetton) DFR V8                             | Benetton, Tyrrell, Arrows, Monteverdi, Ligier, Osella, Dallara, Coloni, AGS, Minardi                                                                             | 2         | |
| 1991      | HB V8 (Benetton, Jordan) DFR V8                     | Benetton, Jordan, Lola, Fondmetal, Coloni, AGS, Footwork | 1         | - DFV-series' last F1 season (DFR) |
| 1992      | HB V8                                               | Benetton, Lotus, Fondmetal | 1         | - La primera victoria de Michael Schumacher en el Gran Premio de Bélgica llegó con un motor Cosworth con el equipo Benetton-Ford |
| 1993      | HB V8                                               | McLaren, Benetton, Lotus, Minardi | 6         | |
| 1994      | EC Zetec-R V8 (Benetton) HB V8                      | Benetton, Footwork, Minardi, Larrousse, Simtek | 8         | - Michael Schumacher (Benetton) ganó el Campeonato Mundial de Pilotos de Fórmula 1 |
| 1995      | EC Zetec-R V8 (Sauber) ED V8                        | Sauber, Minardi, Forti, Simtek, Pacific | 0         | |
| 1996      | JD Zetec-R V10 (Sauber) EC Zetec-R V8 (Forti) ED V8 | Sauber, Minardi, Forti | 0         | - Primer diseño V10 de Cosworth |
| 1997      | VJ Zetec-R V10 (Stewart) EC Zetec-R V8 (Lola) ED V8 | Stewart, Tyrrell, Lola | 0         | |
| 1998      | VJ Zetec-R V10 (Stewart) JD Zetec-R V10             | Stewart, Tyrrell, Minardi | 0         | |
| 1999      | CR-1 V10 (Stewart) VJ Zetec-R V10                   | Stewart, Minardi | 1         | |
| 2000      | CR-2 V10 (Jaguar) VJ Zetec-R V10                    | Jaguar, Minardi | 0         | - Motor de Minardi rebautizado como Fondmetal |
| 2001      | CR-3 V10 (Jaguar) VJ Zetec-R V10                    | Jaguar, Minardi | 0         | - Motor de Minardi rebautizado como European |
| 2002      | CR-3 V10 CR-4 V10                                   | Jaguar, Arrows | 0         | Ñ |
| 2003      | RS1 V10 (Jordan) CR-5 V10 (Jaguar) CR-3 V10         | Jaguar, Jordan, Minardi | 1         | - Giancarlo Fisichella (Jordan) obtuvo la victoria más reciente de Cosworth, en el Gran Premio de Brasil 2003 |
| 2004      | RS2 V10 (Jordan) CR-6 V10 (Jaguar) CR-3 V10         | Jaguar, Jordan, Minardi | 0         | |
| 2005      | TJ2005 V10                                          | Red Bull, Minardi | 0         | |
| 2006      | CA2006 V8(Williams) TJ2005 V10                      | Williams, Toro Rosso | 0         | - El CA2006 de Williams fue el más potente, con el mayor régimen de giro y más fiable de la temporada. Debido a que la normativa actual restringe las rpm a 19 000, el Cosworth CA2006 V8 se ha convertido en el de mayor régimen de la historia con más de 20 000 revoluciones por minuto. El motor V10 de Toro Rosso está limitado a 16 500 revoluciones por minuto |
| 2010      | CA2010 V8                                           | Hispania, Virgin, Lotus, Williams | 0         | - Cosworth regresa a la Fórmula 1 después de 4 años fuera de esta competición. Lo hará proporcionando sus motores a cinco escuderías con un tope de 18 000 revoluciones por minuto. Consiguen una pole en Brasil lograda por el alemán Nico Hülkenberg, piloto de Williams.                                                                                           |
| 2011      | CA2011 V8                                           | Hispania, Virgin, Williams | 0         | |
| 2012      | CA2012 V8                                           | HRT, Marussia | 0         | |
| 2013      | CA2013 V8                                           | Marussia | 0         | |

- Total: 176 victorias